# Cervantes (Ilocos Sul)
Cervantes é um município de  quarta classe de renda municipal (d) na província Ilocos Sul, nas Filipinas. De acordo com o censo de 1 de maio  de  2020 possui uma população de 19 449 pessoas e 4 370 domicílios.